# Liste der Bodendenkmale in Rossau (Sachsen)
In der Liste der Bodendenkmale in Rossau sind die Bodendenkmale der Gemeinde Rossau und ihrer Ortsteile nach dem Stand der Auflistung von Volkmar Geupel aus dem Jahr 1983 aufgelistet. Eventuelle Änderungen und Ergänzungen, insbesondere aus der Zeit nach der Wende, sind nicht berücksichtigt, da für Sachsen aktuell keine neueren allgemein zugänglichen Bodendenkmallisten vorliegen. Die Baudenkmale sind in der Liste der Kulturdenkmale in Rossau (Sachsen) aufgeführt.
| Denkmal-ID | Fundart          | Ortsteil     | Bezeichnung             | Zeitstellung    | Lage                                                    | Bemerkungen | Bild |
| ---------- | ---------------- | ------------ | ----------------------- | --------------- | ------------------------------------------------------- | --- | ---- |
| ?          | Befestigung      | Niederrossau | befestigter Kirchhof    | Mittelalter     | nordwestlich im Ort auf einer spornartigen Geländezunge | quadratische Anlage mit abgerundeten Ecken, hohe Umfassungsmauer (wahrscheinlich auf Erdwall), Schutz seit 1. Dezember 1983 |      |
| ?          | besonderer Stein | Niederrossau | Steinkreuz „Sühnekreuz“ | Spätmittelalter | Friedhof, südlich der Kirchenapsis                      | Rest einer Schwert(?)-einzeichnung, Schutz seit 23. September 1963                                                          |      |